# Алба Лонга
Алба Лонга (лат. Alba Longa; у италијанским изворима понекад навођена као Албалонга (Albalonga)) био је древни град у Лацију у централној Италији, југоисточно од Рима на Албанским планинама. Познат је као град-оснивач и вођа Латинског савеза, а уништен је од стране Рима средином 7. вијека п. н. е.